# Expédition 62 (ISS)
Insigne de la mission
Équipage de l'expédition 62
Chronologie
Expédition 61 Expédition 63
L'expédition 62 est le 62e roulement de l'équipage de l'ISS. L'expédition a débuté en février 2020, et est commandée par le cosmonaute Oleg Skripotchka.

## Équipage
| Rôle               | Première partie (février à avril)            | Seconde partie (avril)                           |
| ------------------ | -------------------------------------------- | ------------------------------------------------ |
| Commandant         | Oleg Skripotchka - RSA Troisième vol spatial | Oleg Skripotchka - RSA Troisième vol spatial     |
| Ingénieur de vol 1 | Jessica Meir - NASA Premier vol spatial      | Jessica Meir - NASA Premier vol spatial          |
| Ingénieur de vol 2 | Andrew Morgan - NASA Premier vol spatial     | Andrew Morgan - NASA Premier vol spatial         |
| Ingénieur de vol 3 |                                              | Anatoli Ivanichine - RSA Troisième vol spatial   |
| Ingénieur de vol 4 |                                              | Ivan Vagner - RSA Premier vol spatial            |
| Ingénieur de vol 5 |                                              | Christopher Cassidy - NASA Troisième vol spatial |

## Déroulement
L'expédition a débuté le 6 février, lorsque le Soyouz MS-13 a quitté la Station. Arrivé à bord du Soyouz MS-13, l'astronaute américain Andrew Morgan reste à bord de l'ISS pour céder sa place dans le MS-13 à Christina Koch, qui avait cédé sa place de retour à bord du MS-12 à Hazza Al Mansouri, début octobre 2019.
En février, Andrew Morgan réalise des séquençages d'ADN en utilisant un séquenceur biomoléculaire portable pour démontrer la possibilité de séquencer de l'ADN  en orbite. Jessica Meir étudie la propagation des flammes en microgravité. Les données recueillies par la combustion de différents échantillons de tissus doivent permettre d'améliorer les matériaux ignifugés et les procédures incendies sur terre et dans les véhicules spatiaux.
Les astronautes américains ont poursuivi les études de la physiologie humaine en orbite dans le cadre de l'expérience Fluid Shifts, comprenant notamment des échographies de la poitrine et de mesures de la pression de l'œil et de la tête. Des prélèvements de cellules osseuses permettent d'observer la perte de densité osseuse accélérée que subissent les astronautes en orbite, pour enrichir les connaissances médicales sur l'ostéoporose.
Le commandant Oleg Skripotchka étudie la formation de cristaux de plasma pour approfondir les connaissances sur le comportement de la matière en microgravité.
Les souris livrées par le Dragon CRS-20 permettent aux astronautes d'étudier la réaction des corps des rongeurs à l'impesanteur et les effets physiologiques à long terme. Les similarités entre les rongeurs et les humains doivent permettre des extrapolations sur l'adaptation des mammifères à l'impesanteur pour préparer les missions spatiales de longue durée et développer des thérapies contre l'atrophie musculaire sur Terre.
Le vaisseau Progress MS-13 opère un rehaussage de l'orbite de la Station le 19 mars afin de positionner la Station pour le départ du Soyouz MS-15 et l'arrivée du Soyouz MS-16. Ses moteurs ont été allumés à 17h14 (UTC) pendant 534 secondes, et ont accéléré la Station de 0,6 m/s. Le Progress MS-13 renouvelle cette manœuvre le 2 avril en allumant ses moteurs à 12h41 (UTC) pendant 427,5 secondes, pour accélérer l'ISS de 0,48 m/s
L'équipage de l'Expédition est au complet le 9 avril, avec l'arrivée du Soyouz MS-16 à bord de la Station. C'est la première fois que trois Américains et trois Russes se trouvent à bord de la Station depuis l'Expédition 25 en 2010, sans membre d'équipage issu de l'ESA, ASC ou de la JAXA. L'Expédition est au complet une semaine, pendant laquelle l'équipage du Soyouz MS-15 prépare son départ et celui du MS-16 termine son installation à bord. L'Expédition se conclut au départ du Soyouz MS-15, le 16 avril.

## Vols non habités vers la Station
Les missions de ravitaillement qui sont arrivées à la Station au cours de l'Expédition 62 :
| Véhicule - numéro de vol ISS | Pays       | Mission    | Lanceur      | Port d'amarrage | Tir (UTC)                 | Arrimage (UTC)         | Désarrimage (UTC)   | Durée    | Désorbitation       |
| ---------------------------- | ---------- | ---------- | ------------ | --------------- | ------------------------- | ---------------------- | ------------------- | -------- | ------------------- |
| Cygnus NG-13 - CRS NG-13     | Etats-Unis | Logistique | Antares 230+ | Unity nadir     | 15 février 2020, 20:21:01 | 18 février 2020, 11:16 | 11 mai 2020, 16:09  | 83 jours | 29 mai 2020         |
| SpaceX CRS-20 - SpX-20       | Etats-Unis | Logistique | Falcon 9     | Harmony nadir   | 7 mars 2020, 04:50:31     | 9 mars 2020, 12:18     | 7 avril 2020, 13:06 | 31 jours | 7 avril 2020, 17:58 |

## Galerie

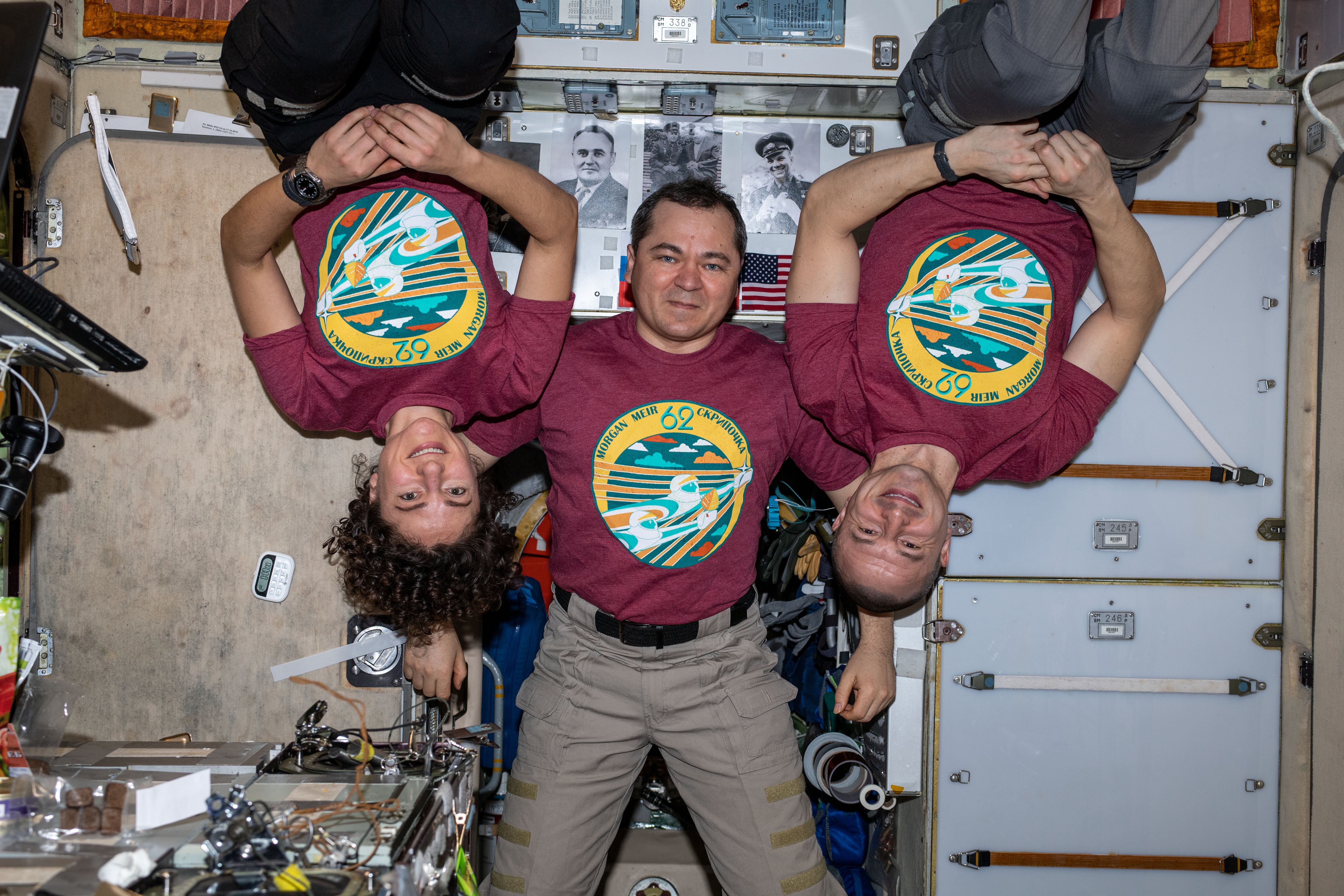
Portrait de l'équipage à bord de Zvezda
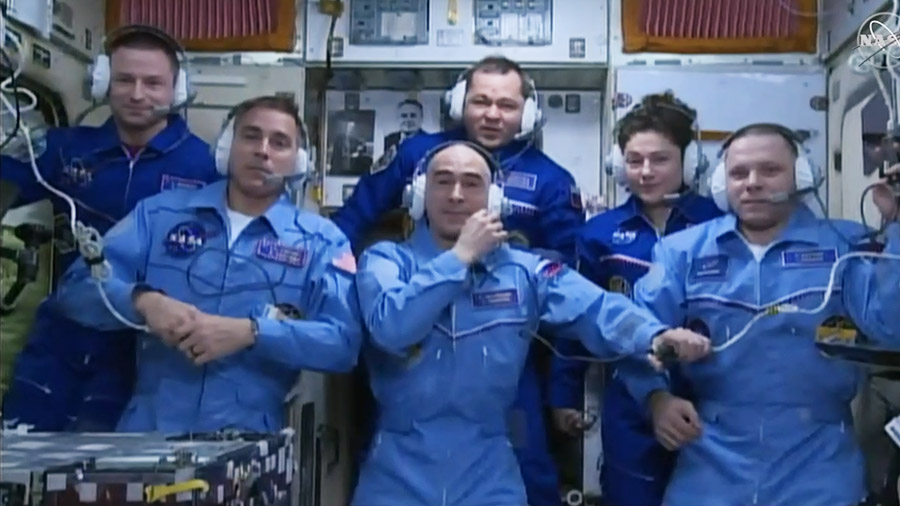
Cérémonie d'arrivée dans le module Zvezda